# Eldar Riazánov
Eldar Aleksándrovich Riazánov (en ruso, Эльда́р Алекса́ндрович Ряза́нов; Samara, 18 de noviembre de 1927 – Moscú, 30 de noviembre de 2015) fue un director de cine, guionista, actor, poeta, dramaturgo, presentador de televisión, profesor y productor soviético y ruso. Sus comedias populares, satirizando la vida diaria de la Unión Soviética y Rusia, son celebradas por todos los Estados postsoviéticos.

## Biografía
Nació en Samara en el seno de una familia de representantes de comercio que trabajaban en Teherán. Sus padres eran Aleksandr Semiónovich Riazánov y Sofía Mijáilovna Riazánova. Muy pronto, la familia se trasladó a Moscú, donde su padre trabajó como jefe del departamento del comercio del vino. En 1930, sus padres se separaron y su afición por el cine empezó a los siete años impuesto por su madre y su padrastro, el ingeniero Lev Mijáilovich Kopp, un viudo que trató a Eldar como su propio hijo. También desde pequeño se sintió atraído por la literatura, quería ser escritor y soñaba con viajar. Después de graduarse en la escuela, incluso envió la solicitud de admisión al Colegio Naval de Odessa.
Entre sus películas, las más famosas son Noche de carnaval (1955), La balada de húsares (1962), Cuidado con el coche (1966), La ironía del destino, o goce de su baño  (1975), Idilio de oficina (1977), El garaje (1979) y Un romance despiadado (1984). Se especializó principalmente en tragicomedias. 
Fue nombrado Artista del Pueblo de la URSS en 1984, y recibió el Premio Nacional en 1977. Ganó el Premio Nika por el mejor director en 1991 por la película El cielo prometido.
Riazánov sufrió un accidente vascular cerebral en noviembre de 2014. Fue ingresado en un hospital de Moscú el 21 de noviembre de 2015, sin respiración. Murió en la medianoche del 30 de noviembre de 2015 con parada cardiorespiratoria a la edad de 88 años.

## Filmografía
- 2007 La ironía del destino. Continuación (Irónia sudbý. Prodolzhénie [Ирония судьбы. Продолжение]) – Actor (Cameo)
- 2006 Andersen. Una vida sin amor (Àndersen. Jizn bez liubví [Андерсен. Жизнь без любви]) – Director / guionista (con I. Kvirikadze) / productor / actor
- 2006 La noche de Carnaval 2, o 50 años después (Karnaválnaia noch 2, ili 50 let spustiá [Карнавальная ночь 2, или 50 лет спустя]) (televisión) – Actor (Cameo)
- 2003 La clave del dormitorio (Kliuch ot spalni [Ключ от спальни]) – Director / guionista
- 2000 Aguas quietas (Tíjie ómuty [Тихие омуты]) – Director
- 2000 Las viejas rosas (Stárie kliachi [Старые клячи]) – Director / Actor: Juez
- 1996 ¡Hola, tontos! (Privet, duraléi [Привет, дуралеи!]) – Director
- 1993 La predicción (Predskazánie [Предсказание]) – Director / guionista / Autor de la novela corta homónima
- 1991 El cielo prometido (Nebessá obetovánnyie [Небеса обетованные]) – Director / Actor: Comensal
- 1988 Querida Yelena Serguéievna (Dorogaia Yelena Serguéievna [Дорогая Елена Сергеевна]) Director / Actor: Vecino
- 1987 Una melodía olvidada para flauta (Zabýtaia melodia dlia fleity [Забытая мелодия для флейты]) – Director / guionista
- 1984 Un romance despiadado (Zhestoki románs [Жестокий романс]) – Director / guionista
- 1982 Estación para dos (Vokzal dlia dvoij [Вокзал для двоих]) – Historia (con Emil Braguinski) / director / guionista / actor: Supervisor de ferrocarril
- 1981 Decid una palabra por el pobre húsar (O bédnom gussare zamólvite slovo [О бедном гусаре замолвите слово]) – Director / guionista
- 1979 El garaje (Garazh [Гараж]) – Director / guionista / actor: jefe del departamento de insectos
- 1977 Idilio de oficina (Sluzhebny román [Служебный роман]) – Director / guionista
- 1975 La ironía del destino, o goce de su baño (Irónia sudbý, ili S liógkim párom! [Ирония судьбы, или С легким паром!]) – Director / guionista / actor: Pasajero de avión
- 1974 Las increíbles aventuras de unos italianos en Rusia (Neveroiátnyie prikliuchénia italiántsev v Rossii [Невероятные приключения итальянцев в России]) Director (con Franco Prosperi)
- 1971 Los ladrones viejos (Starikí-razbóiniki [Старики-разбойники]) – Director
- 1968 El zigzag del éxito (Zigzag udachi [Зигзаг удачи]) – Director
- 1966 Cuidado con el coche (Bereguís avtomobília [Берегись автомобиля]) – Director / guionista
- 1965 Dadme el libro de reclamaciones (Daite zhálobnuiu knigu [Дайте жалобную книгу]) – Director / actor: Redactor-jefe de un periódico
- 1962 La balada de húsares (Gusárskaia balada [Гусарская баллада]) – Director
- 1961 El hombre de ningún lugar (Chelovek niotkuda [Человек ниоткуда]) – Director
- 1961 Como se creó Robinson (Kak sozdavalsia Robinzón [Как создавался Робинзон]) – Director
- 1957 Una chica sin dirección (Dévuishka bez ádresa [Девушка без адреса]) – Director
- 1956 Noche de carnaval (Karnaválnaia noch [Карнавальная ночь]) – Director
- 1955 Las voces de primavera (Vessénnie golosá [Весенние голоса]), documental – Director ( en cooperación con Serguéi Gúrov)
- 1954 La isla de Sajalín (Óstrov Sajalín [Остров Сахалин]), documental – Director
- 1953 Cerca de Krasnodar (Nedalekó ot Krasnodara [Недалеко от Краснодара]), documental – Director
- 1953 Tus libros (Tvoí knizhki [Твои книжки]), documental – Director (en cooperación con Z. Fominá)
- 1952 El campeonato del mundo del ajedrez (Na pérvenstvo mira po shájmatam [На первенство мира по шахматам]), documental - Director
- 1951 El camino de Octubre (Doroga ímeni Oktiabrà [Дорога имени Октября]), documental – Director (en cooperación con L. Dérbysheva)
- 1950 Están estudiando en Moscú (Oní úchatsia v Moskvé [Они учатся в Москве]), documental – Autor (en cooperación con Z. Fominá) - Director

## Premios y distinciones
- Orden al Mérito por la Patria:
  - 2ª clase (3 de julio de 2008) – por contribución excepcional al desarrollo de cine nacional y muchos años de actividad creativa.[5]
  - 3ª clase (20 de junio de 1996) – por servicios al estado, una contribución excepcional al desarrollo de cultura y cine nacional.[6]
- Orden de la Bandera Roja del Trabajo, dos ocasiones (1969, 1977)
- Orden de la Amistad de los Pueblos (1987)
- Orden de la "Llave de Amistad" (provincia de Kémerovo, 2007).[7]
- Comandante del Orden de las Artes y las Letras (Francia)
- Comandante del Orden de Honor (Georgia) (2008)
- Artista del Pueblo de la RSFSR (1974)
- Artista del Pueblo de la URSS (1984)
- Premio Estatal de la Unión Soviética (1977) (por la película La ironía del destino)
- Premio estatal de la RSFSR "Los Hermanos Vasíliev" (1979) (por la película Idilio de oficina)
- Ganador del Festival de cine de Unión - "Primer Premio entre las comedias" el 1958
- Ganador del Festival de cine de Unió - “Premio a la mejor dirección”, por la película Estación para dos en 1983
- Premios Nika:
  - Al mejor director por la película El cielo prometido (1991)
  - A la mejor película de ficción El cielo prometido (1991)
  - Nominación de "Honor y dignidad" (2006)
- Ganador del Premio de Arte Tsárskoye Seló (2005)